# AN-11 (核爆弾)
AN-11は、フランスが開発した核爆弾。フランス最初の実用核兵器である。
開発は1950年代後半から開始された。開発初期のものは1960年に行われたフランス初の核実験にも用いられている。実用試作品が試験されたのは1962年5月1日であり、部隊配備は1964年から開始された。
原子爆弾であり、プルトニウムを用いたインプロージョン方式のものである。重量は1,500kg、核出力は60kt。投下法は高空からの自由落下のみである。1963年から1968年にかけて40発が生産された。なお、1967年からは後継のAN-22核爆弾の配備も開始されている。
搭載航空機はミラージュIVおよびボートゥールであった。